# Extremotec
O Extremotec - Polo de Tecnologia Extremo Oriental das Américas, é um polo tecnológico situado em João Pessoa, capital da Paraíba, com atuação voltada para as áreas de tecnologia da informação e economia criativa. Foi criado a partir da Lei Nº 13.546 de 29/12/2017
O Polo foi pensado para atender a vocação de mercado de João Pessoa, e tem como objetivo principal fomentar o setor de Tecnologia da Informação (TI) e Economia Criativa (EC), oferecendo um ambiente que incentive novos negócios para estimular o desenvolvimento de startups, atraindo indústrias e empresas. A ênfase em desenvolvimento de sistemas, programação, desenvolvimento de softwares, aplicativos mobile, jogos eletrônicos, projetos de moda e marketing abre oportunidades para empresas do ramo que podem ter acesso a incentivos fiscais, como a redução da alíquota do ISS até o limite de 2%. O Extremotec também atua no apoio a projetos de ensino, pesquisa e extensão em ciência e tecnologia.
Em dezembro de 2019, foi inaugurado o Espaço Extremotec, localizado no bairro de Água Fria. São 10.170 m² de área para serem utilizadas para feiras e eventos de tecnologia promovidos por entidades filiadas ao Extremotec. A estrutura oferece espaço para coworking, sala de reuniões, auditório, ambiente para descompressão, estrutura para eventos de grande porte ao ar livre. O Espaço Extremotec está localizado dentro do prédio da nova sede da Secretaria de Ciência e Tecnologia do Município.

## Resultados
A partir do Extremotec, entre os anos de 2016 e 2018, a Capital paraibana passou de 784 para 905 empresas na área de Tecnologia da Informação instaladas na cidade, sendo 65 filiadas ao Polo Tecnológico. Através delas, o crescimento do faturamento do ISS que se apresentava de 15% em 2017 em relação a 2016, saltou para 57,47% em 2018. Em 2018, as empresas de tecnologia da cidade de João Pessoa faturaram cerca de R$ 350 milhões de reais.